# Rubber Band
Rubber Band è un brano musicale scritto dall'artista inglese David Bowie e pubblicato come 45 giri il 2 dicembre 1966.
Fu il primo singolo inciso per la Deram Records e il secondo ad uscire anche negli Stati Uniti. Nel febbraio 1967 il brano venne nuovamente registrato e incluso nell'album di debutto David Bowie.

## Tracce
1. Rubber Band (Bowie) - 2:05
2. The London Boys (Bowie) - 3:20

## Formazione
- David Bowie - voce, chitarra
- Derek "Dek" Fearnley basso
- John Eager batteria
- Derek Boyes tastiere
- Chick Norton - tromba

## Il brano
(Comunicato stampa della Deram Records.)
Rubber Band segna l'abbandono delle influenze rhythm and blues che avevano caratterizzato la produzione di Bowie fino a quel momento e preannuncia il suo nuovo interesse per il vaudeville e il teatro musicale leggero di inizio novecento, il che può essere spiegato anche dalla sentita necessità di una svolta da parte del cantante che dopo i fallimenti commerciali dei singoli precedenti era alla ricerca di un cambio estetico nelle composizioni e di un livello più sofisticato di scrittura e arrangiamento.
Si tratta di un brano malinconico che narra di un veterano della prima guerra mondiale che si vede portar via la donna dal direttore di una banda musicale:
Allo stesso tempo, il brano rappresentava la capacità del giovane Bowie di essere in sintonia con i cambiamenti della musica pop. In questo periodo The New Vaudeville Band pubblicavano la loro hit Winchester Cathedral, i Beatles incidevano When I'm Sixty-Four su atmosfere da music-hall e i Rolling Stones registravano pezzi di vaudeville "lisergico" come Something Happened to Me Yesterday e Cool, Calm & Collected.
Rubber Band è anche la prima incisione in cui si manifesta la passione di Bowie per l'artista londinese Anthony Newley, che nel 1960 aveva raggiunto la vetta delle classifiche con Why e il cui stile vocale, caratterizzato da un vibrato esagerato e da una pronuncia affettata, avrebbe contrassegnato la produzione del cantante fino al 1968.

### Il lato B
La prima incisione del brano era stata effettuata alla fine del 1965 agli studi della Pye Records, insieme a The Lower Third in cui Bowie militava in quel periodo. La versione definitiva venne registrata nella stessa sessione di Rubber Band.
Per il singolo distribuito negli Stati Uniti The London Boys venne rimpiazzata con There Is a Happy Land a causa delle obiezioni della Decca Records riguardo ai riferimenti alla droga.

## Registrazione
Le registrazioni vennero effettuate il 18 ottobre 1966 negli studi R.G. Jones di Londra durante una sessione che produsse anche The Gravedigger, inserita poi nell'album di debutto come Please Mr. Gravedigger.
Alla sessione parteciparono i Buzz e il trombettista Chick Norton e così come era avvenuto per il singolo precedente I Dig Everything, fu abbastanza evidente che la band era piuttosto inesperta in termini di arrangiamenti ma questa volta funzionò. Il manager Kenneth Pitt tentò di ottenere un contratto con la Deram Records, una controllata di nuova costituzione della Decca, e l'etichetta rimase positivamente colpita, tanto il 27 ottobre decise che Rubber Band e The London Boys sarebbero state pubblicate su 45 giri.
Il bassista Derek Fearnley ha ricordato nel 1991: «Avevamo lavorato sul tipo di suono che volevamo e avevamo faticosamente scritto la notazione, ma sbagliavamo tutti i tempi. Per fortuna i musicisti interpretarono quello che avevamo scritto e siamo riusciti ad arrivare in fondo».

## Uscita e accoglienza
Il 45 giri fu pubblicato il 2 dicembre 1966 e fece registrare l'ennesimo insuccesso commerciale nonostante alcune recensioni positive. La rivista Disc and Music Echo riportò che David Bowie aveva fatto progressi «tali da diventare un nome da tenere in considerazione, sicuramente per quanto riguarda la composizione delle canzoni», ma Rubber Band semplicemente non incontrò il favore di chi comprava i dischi e allo stesso tempo le stazioni radio non furono troppo entusiaste di passare la canzone perché non commerciale e troppo "in".
Il manager Kenneth Pitt lavorò anche alla pubblicazione del singolo negli Stati Uniti e si recò a New York per incontrare Walt Maguire che lavorava per la London Records, filiale della Decca che distribuiva per il mercato americano. Anche a Maguire piacque Rubber Band e decise di pubblicarla, ma anche oltreoceano il 45 giri passò inosservato e un mese dopo la sua uscita scrisse a Pitt esprimendo la sua delusione per i risultati.
L'insuccesso del 45 giri contribuì alla fine del contratto con la Deram e lo stesso giorno della sua pubblicazione le strade di Bowie e dei Buzz si separarono.

## Pubblicazioni successive
Nonostante l'insuccesso del 45 giri, il 25 febbraio 1967 Bowie decise di registrare nuovamente il brano per includerlo nel suo album di debutto, in una versione un po' più lenta e con alcune differenze nel testo: il cambio della data citata all'inizio da 1912 a 1910 e l'aggiunta dell'ironica invettiva finale «I hope you break your baton...» («Spero ti si rompa la bacchetta...»).
Nel 1973 Rubber Band venne pubblicato in Spagna come lato B di The Laughing Gnome.
Oltre che nel video Love You Till Tuesday, girato nel 1969 ma pubblicato solo nel 1984, e nella relativa colonna sonora, si trova nelle seguenti raccolte:
- The World of David Bowie (1970)
- Images 1966-1967 (1973)
- Another Face (1981)
- David Bowie: The Collection (1985)
- The Gospel According to David Bowie (1993)
- London Boy (1995)
- The Deram Anthology 1966-1968 (1997).

## Cover
Gli Epicycle hanno inserito una cover di Rubber Band nell'album Swirl del 2002.